# Antoine Audouard
Pour les articles homonymes, voir Audouard.
Antoine Audouard, né le 6 août 1956, est un écrivain et éditeur français, fils du journaliste et écrivain Yvan Audouard et petit-fils du surréaliste André Thirion.

Antoine Blondin était son parrain.
Durant six ans, il a été directeur général des Éditions Robert Laffont.

Depuis 2004, il partage sa vie entre Paris et New York. Il est marié à Susanna Lea.

## Œuvres
- Marie en quelques mots, Gallimard, 1977
- Le Voyage au Liban, Gallimard, 1979
- Abeilles, vous avez changé de maître, Gallimard, 1981
- Adieu, mon unique, Gallimard, 2000
- Une maison au bord du monde, Gallimard, 2001
- La Peau à l'envers, Gallimard, 2003
- Un pont d'oiseaux, Gallimard, 2006
- L'Arabe, L'Olivier, 2009
- Le Rendez-vous de Saigon, Gallimard, 2011
- Changer la vie, Gallimard, 2015
- Paradis quartier bas , Gallimard, 2016
- Partie gratuite, Robert Laffont, 2018